# Srdjan Vukašinović

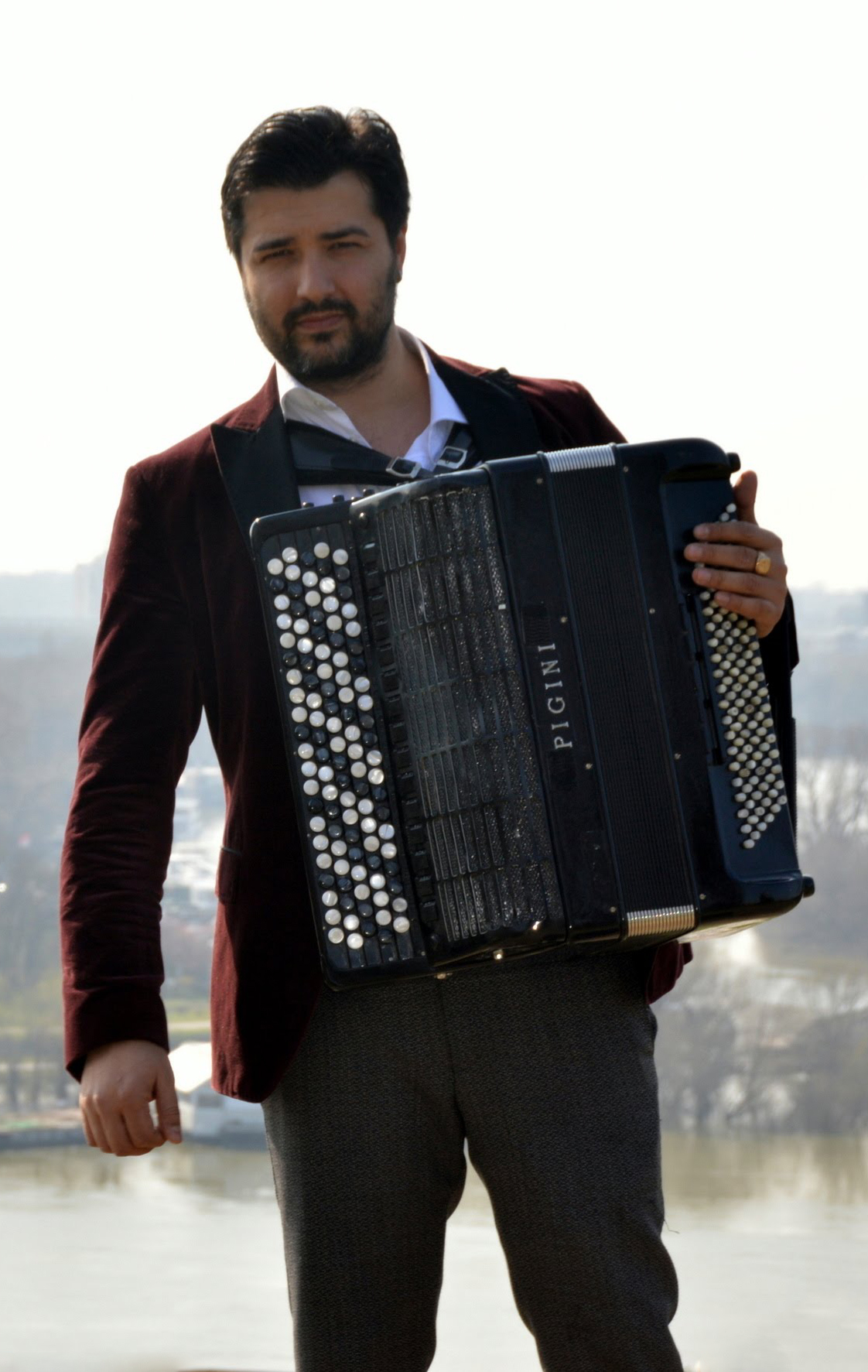
Srdjan Vukašinović (2018)

Srdjan Vukašinović (* 1983 in Petrovac na Mlavi, Serbien, SFR Jugoslawien) ist ein Schweizer Akkordeonist serbischer Herkunft, der sowohl klassische Musik wie Volksmusik im Repertoire hat.
Vukašinović wurde in eine musikalische Familie geboren. Im Jahr 1999, im Alter von 16 Jahren, gewann er den ersten Preis für Akkordeonisten beim World Trophy Wettbewerb in Spanien. Er wird von der klassischen Musikwelt als einer der besten Akkordeonisten der Welt angesehen.

## Karriere
Srdjan Vukašinović tritt mit Orchestern wie Argovia philharmonic und dem Klassik Nuevo Orchestra auf. Im Oktober 2018 spielte er mit dem Royal Philharmonic Orchestra und war damit der erste Akkordeonist, der mit diesem Orchester auftrat. Vukašinović arbeitete mit dem Geiger Gilles Apap, dem Pianisten Fazıl Say, dem Violinisten Aleksey Igudesman und dem Flamenco/Jazz-Bassisten Carles Benavent zusammen. Er tritt auch im Weltmusikduo Meduoteran mit dem Baglamaspieler Taylan Arikan auf. Er war der erste und bisher einzige Akkordeonist, der im berühmten Kolarac-Konzertsaal in Belgrad klassische Musik aufgeführt hat.
Vukašinović erfand das weltweit erste Viertelton-Akkordeon. Mit seinem Akkordeon ist es möglich, alle 24 Vierteltöne innerhalb einer einzigen Oktave zu spielen, insbesondere auf dem Knopfakkordeon, ohne die Fingerpositionen zu verändern. Alle anderen Akkordeons, die später ohne Kenntnis seines Patents entwickelt wurden, sind lediglich anders gestimmt, aber technisch identisch mit jedem anderen Akkordeon. Er gründete die neue Akkordeon-Marke "Carboneon", die erste, deren Instrumente aus Karbonfaser gefertigt werden, was sie zu den leichtesten Akkordeons der Welt macht.
Er ist Professor für Balkanmusik an der Zürcher Hochschule der Künste und künstlerischer Leiter des Festivals Melodyaarau. Ausserdem hat er das Klassik Nuevo Festival mitbegründet, um klassische und Volksmusik einem jüngeren Publikum näherzubringen.
Srdjan Vukašinović trat 2024 mit der Band Dire Straits auf. Er ist Initiator und künstlerischer Leiter des Festivals Melody Aarau.
Als Solist tritt er mit Orchestern wie: Royal Philharmonic Orchestra, Zürcher Kammerorchester, Klassik Nuevo Orchestra, Orchestra Toscana Classica, Belgrader Neue Philharmonie, Südwestdeutsche Philharmonie Konstanz, Argovia philharmonic, Kammerphilharmonie Graubünden, Orchestergesellschaft Zürich, CHAARTS Chamber Orchestra, Musikkollegium Winterthur, Winterthurer Symphonie Orchester, Bieler Symphonie Orchester und Sinfonisches Orchester der Hauptstadt Prag.